# Mediaster capensis
Mediaster capensis är en sjöstjärneart som beskrevs av Hubert Lyman Clark 1923. Mediaster capensis ingår i släktet Mediaster och familjen ledsjöstjärnor.

## Underarter
Arten delas in i följande underarter:
- M. c. durbanensis
- M. c. capensis